# LGBT u Hondurasu
Prava LGBTQ osoba nisu razvijena u Hondurasu. Slično susjednoj Gvatemali, mnoge se LGBT+ osobe suočavaju s diskriminacijom i nasiljem. Machismo je jedan od glavnih uzroka nasilja nad transrodnim ženama.

## Zakoni
Istospolni su odnosi legalni od 1899. godine, a dob pristanka jest 15 godina – dob je pristanka izjednačena za istospolni i heteroseksualni odnos.
Honduras ne prepoznaje istospolnu zajednicu, štoviše, od 2005., Ustav Hondurasa zabranjuje istospolni brak i prepoznavanje de facto zajednica. U listopadu 2018., predsjednik Juan Orlando Hernández izjavio je da je „kao kršćanin protiv istospolna braka“, ali da „bi ljude trebalo tretirati s poštovanjem“.
Od 2013. postoji zakon protiv diskriminacije na temelju spola, rodnoga identiteta ili seksualne orijentacije.

## Poznate osobe
Sve osobe na popisu ubijene su iz mržnje.
- Erick Martínez Ávila
- Vicky Hernández
- Walter Orlando Tróchez[6]